# Соколовка (Щирецкая поселковая община)
Соколовка (укр. Соколівка) — село в Щирецкой поселковой общине Львовского района Львовской области Украины.
Население по переписи 2001 года составляло 191 человек. Занимает площадь 0,61 км². Почтовый индекс — 81171. Телефонный код — 3230.

## История
Немецкая колония Фалькенштейн основана в 1784 году. В 1939 году, после присоединения Западной Украины к СССР, по Германо-Советскому договору о дружбе и сотрудничестве, всё немецкое население села было переселено в Германию.
В 1946 году Указом ПВС УССР село Фалькенштейн переименовано в Соколовку.